# Han kommer, han kommer
Han kommer, han kommer är en adventspsalm med text och musik skriven 1977 av Jan-Inge Hall. Texten skildrar när Jesus red på en åsna in i Jerusalem.

## Publicerad i
- Psalmer och Sånger 1987 som nr 486 under rubriken "Kyrkoåret - Advent".[1]

## Inspelningar
En tidig skivinspelning gjordes av Kronoparksskolans kör i Mariestad, och utkom på albumet Jul- och luciasånger år 1986.